# Odbijak

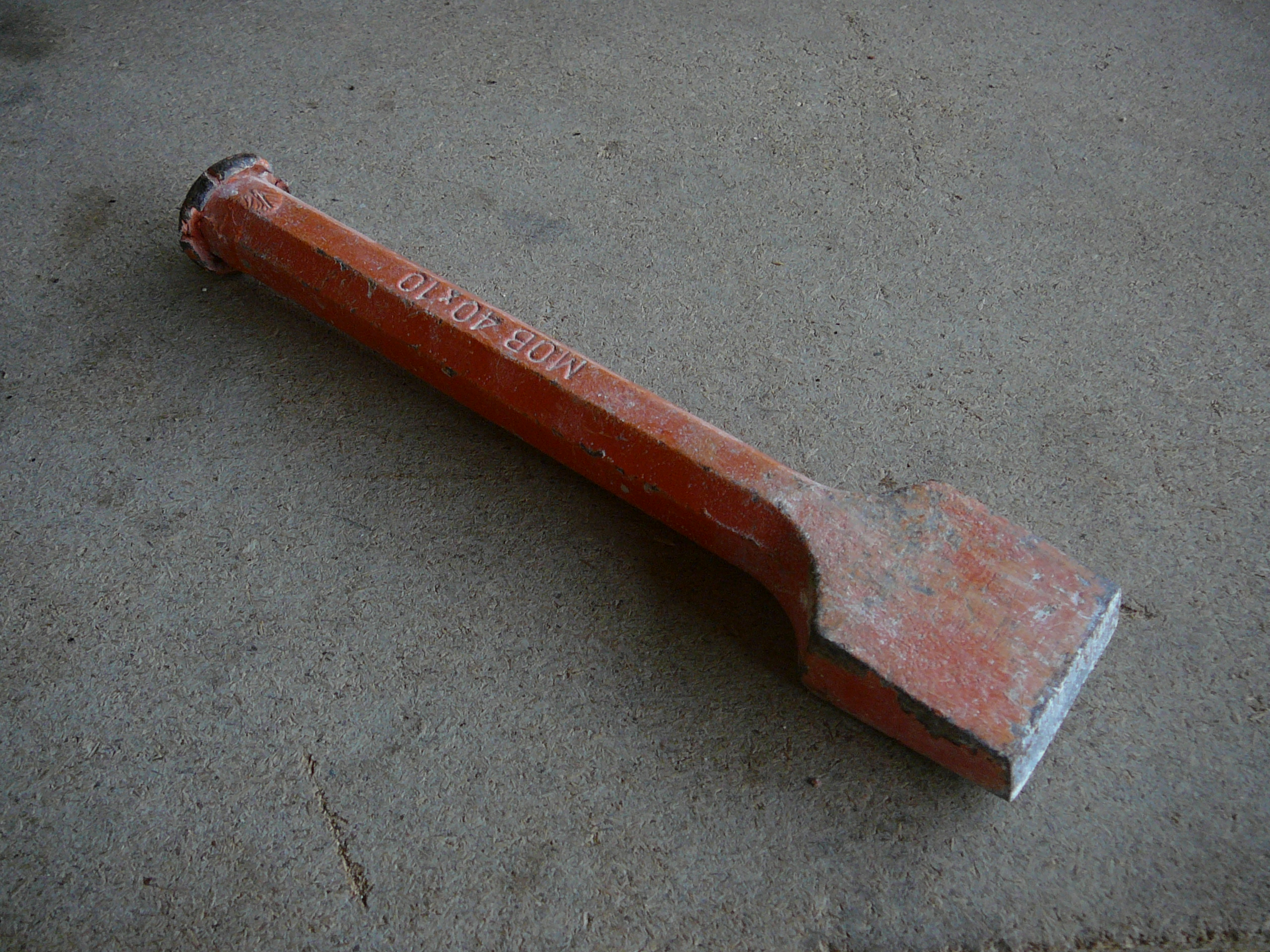
Odbijak

Odbijak - narzędzie służące do odłupywania fragmentów kamieni lub do ich rozłupywania poprzez uderzenie, stosowane głównie przez kamieniarzy.
Odbijak może służyć do przygotowywania formaków, obróbki brzegów kostki granitowej przy brukowaniu.